# Kannitverstan

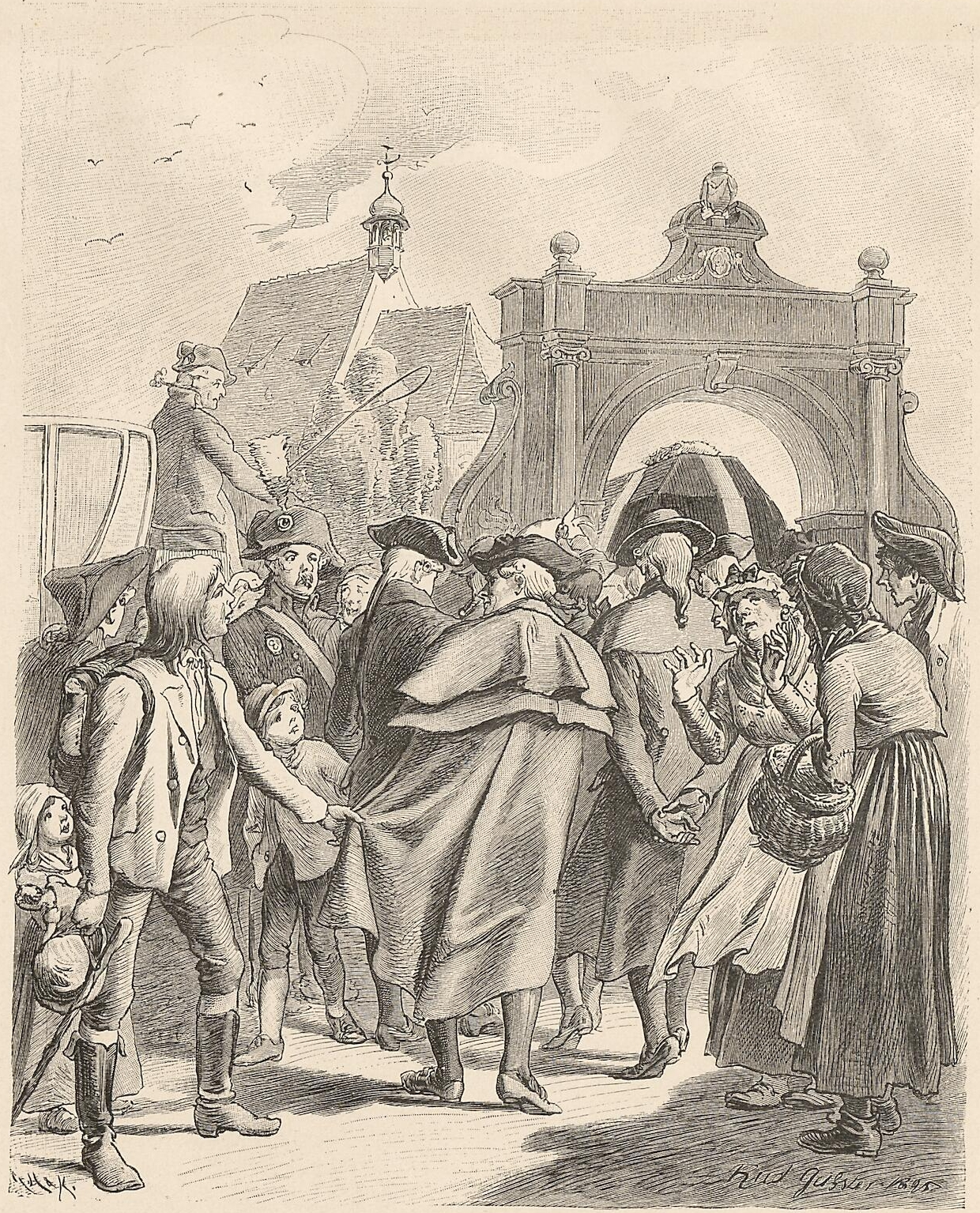
Illustratie van Rudolf Geißler voor het tijdschrift Münchener Bilderbogen, 1895: De ambachtsjongen ontmoet de begrafenisstoet van de "heer Kannitverstan"

Kannitverstan is een kalenderverhaal van de Duitse dichter Johann Peter Hebel, dat voor het eerst verscheen in 1808 in het tijdschrift Der Rheinländische Hausfreund. Het vertelt het verhaal van een ambachtsman die als gevolg van een misverstand tot de realisatie van de vergankelijkheid van het aardse komt en zo zijn voldoening herwint.

## Inhoud
Een jonge ambachtsman uit Tuttlingen (in 1808 in het Koninkrijk Württemberg) bezoekt voor het eerst in zijn leven de kosmopolitische stad Amsterdam en bewondert een bijzonder fraai huis en een enorm schip waaruit de meest kostbare goederen worden gelost. Hij vraagt naar de eigenaars van het gebouw en het schip en beide keren krijgt hij het antwoord "Kannitverstan" ("Ik kan u niet verstaan"). De ambachtsman gelooft echter dat dit de naam van de eigenaar is en is onder de indruk van de rijkdom van de vermeende heer Kannitverstan. Somber vergelijkt hij diens fortuin met zijn eigen situatie en worstelt met zijn lot totdat hij uiteindelijk een begrafenisstoet tegenkomt en vraagt naar de naam van de dode man. Als hij het antwoord "Kannitverstan" krijgt, verzoent hij zich met de ongelijkheid in de wereld en heeft hij medelijden met de overledene, wiens grote bezittingen hem niet hadden kunnen redden van de dood. De begrafenisstoet wordt een memento mori voor hem en hij beseft dat de heer Kannitverstan niets op hem voor heeft.

## Bron
Het verhaal Kannitverstan is gebaseerd op een waargebeurd, geschreven verhaal: In 1757 reist de 17-jarige Franse graaf Adam-Philippe de Custine naar Amsterdam en verwondert zich over een bijzonder mooi landhuis en een opvallend elegante dame. Hij hoort ook de winnaar van de Nederlandse loterij bekend worden gemaakt en kijkt naar een begrafenisstoet. Vreemd genoeg vraagt hij naar de namen van de mensen en krijgt altijd het antwoord Ik kan niet verstaan. De jonge graaf gelooft dan dat er een "heer Kannietverstan" is. Als Custine de mooie dame even later weer ziet, biedt hij haar zijn medeleven aan met de dood van haar man, de heer Kannietverstan, wat natuurlijk leidt tot veel gelach en het ophelderen van het misverstand. Dit grappige incident verscheen voor het eerst in schriftelijke vorm in 1782 in de essaybundel Les numéros van Charles Peyssonel en werd in 1783 in Duitse vertaling gedrukt in het Zwitserse tijdschrift Luzernisches Wochenblatt.

## Receptie
In de historische Duitse literatuurwetenschap wordt Kannitverstan beschouwd als een verhaal waarvan de kernboodschap voor alle lezers duidelijk is: men moet tevreden zijn met wat men heeft en wat men is, want uiteindelijk overwint de dood iedereen, of hij nu rijk of arm is. De overtuiging dat dit de leidraad was, wordt echter niet door iedereen unaniem gedeeld. Er wordt vaak gewezen op het joculaire karakter van het verhaal en de lezers wordt gevraagd het verhaal en de boodschap niet te serieus te nemen. Zelfs tijdens het leven van Hebel zijn enkele van zijn verhalen uit Rheinländischer Hausfreund opgenomen in Duitse leerboeken. Kannitverstan komt vandaag de dag nog steeds op grote schaal voor in tekstboeken vanwege de gemakkelijk toegankelijke kernboodschap en de humoristische stijl die geschikt is voor Duitse schoolcurricula.

## Diversen
De stad Tuttlingen kent momenteel de hoogste onderscheiding toe, de erecadeau van "Kannitverstan", vertegenwoordigd door een bronzen beeld van de Tuttlingse beeldhouwer Roland Martin. Het wordt toegekend aan mensen die uitstekende diensten hebben bewezen aan de stad Tuttlingen.